# كيد تشان
كيد تشان (بالملايوية: Kid Chan)‏ هو مصور موضة وشخصية أعمال ومصور وكاتب ماليزي، ولد في 15 يناير 1978 في كوالالمبور في ماليزيا.

## وصلات خارجية
- الموقع الرسمي